# Petit-Fougeray
Petit-Fougeray é uma comuna francesa na região administrativa da Bretanha, no departamento Ille-et-Vilaine. Estende-se por uma área de 9 km². Em 2010 a comuna tinha 908 habitantes (densidade: 100,9 hab./km²).